# صومعه شخموراد
صومعه شخموراد (ارمنی: Շխմուրադի վանք؛ انگلیسی: Shkhmurad Monastery) یک صومعه حواری ارمنی واقع در ۶–۷ کیلومتری جنوب غرب روستای ورین تساقکاوان در استان تاووش، ارمنستان می‌باشد. ساخت و ساز این ساختمان سده‌های ۱۲ام-۱۳ام میلادی به پایان رسید. این بنا به سبک معماری ارمنی طراحی شده‌است.

## نگارخانه

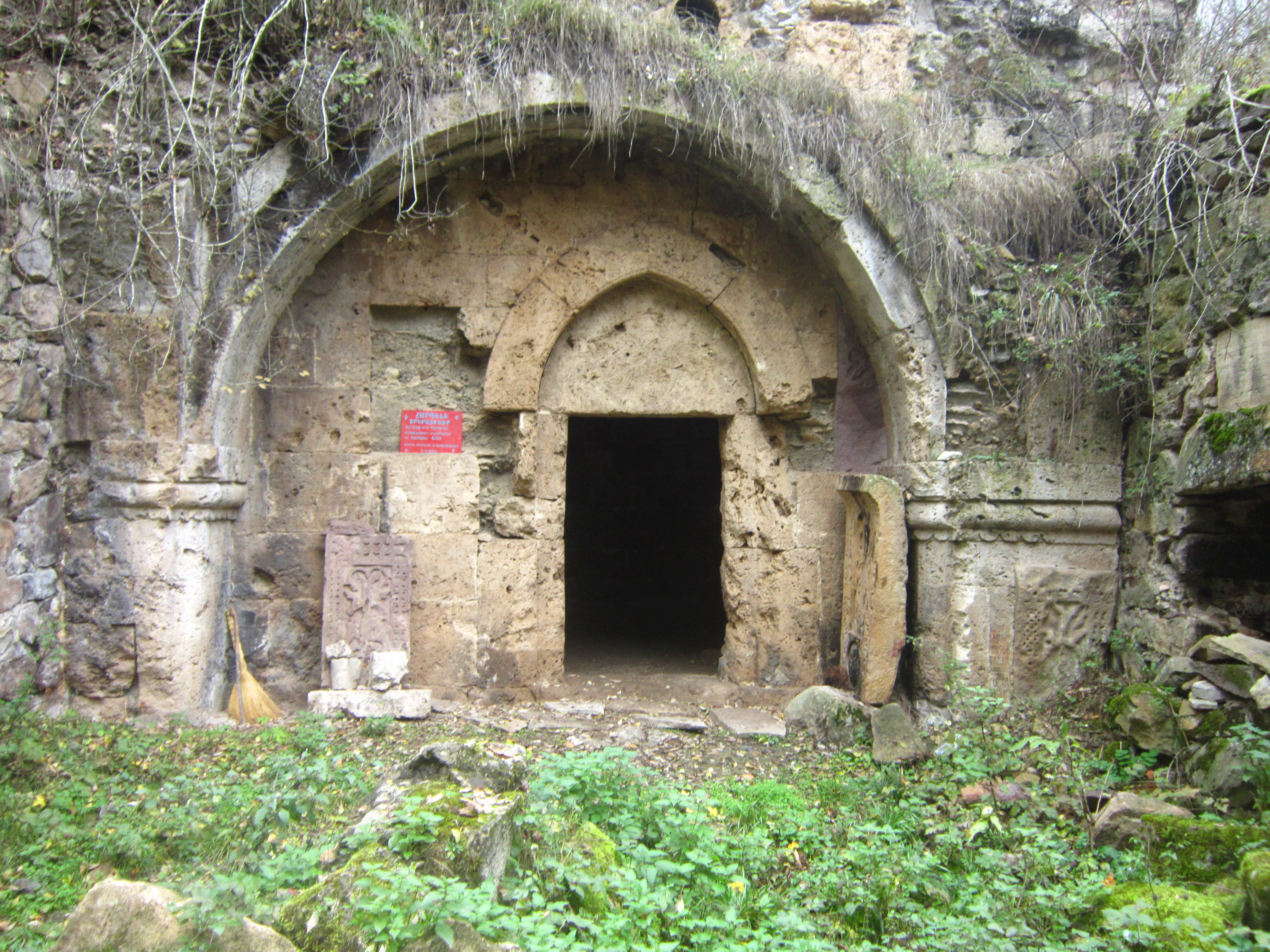
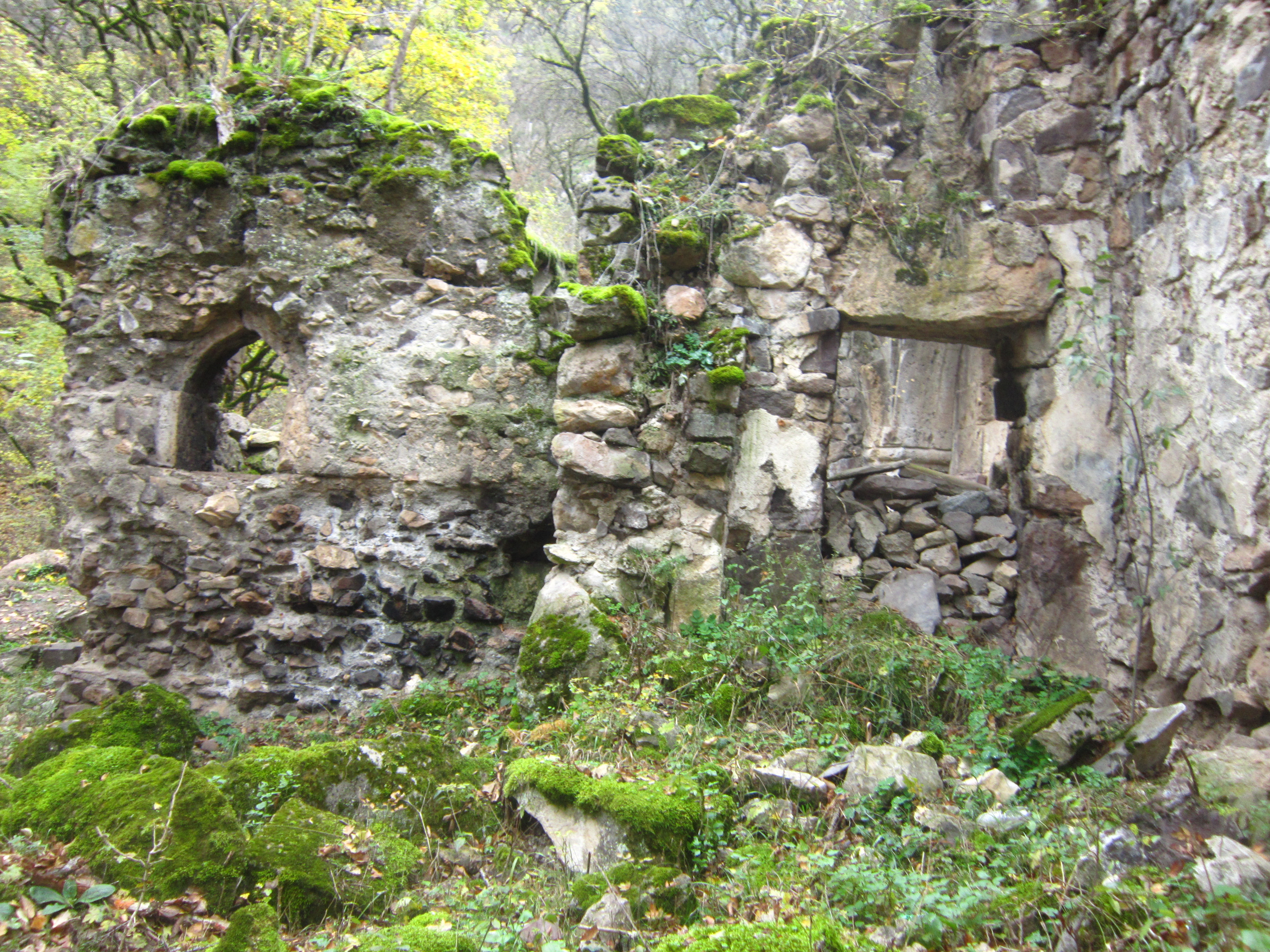
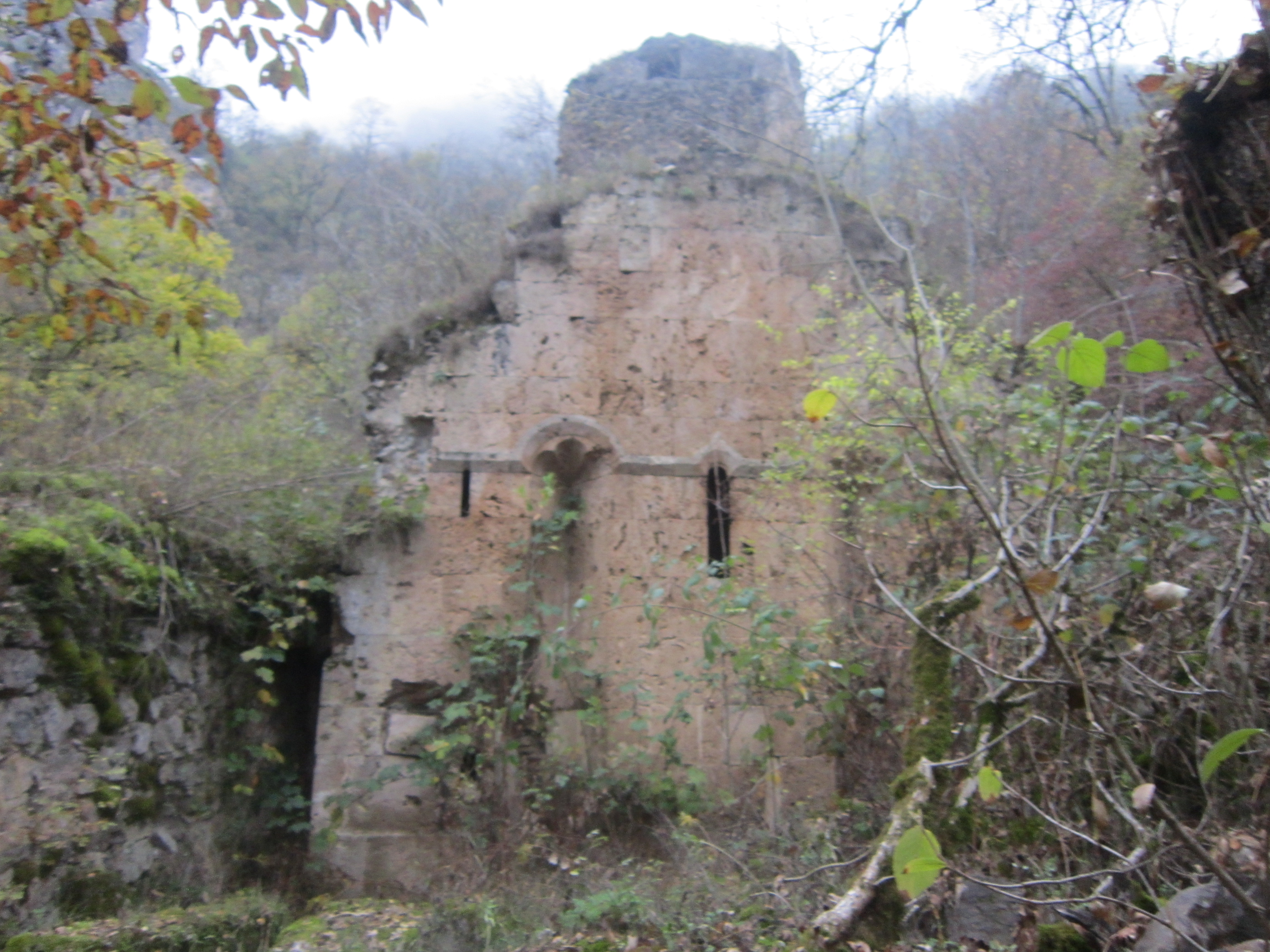
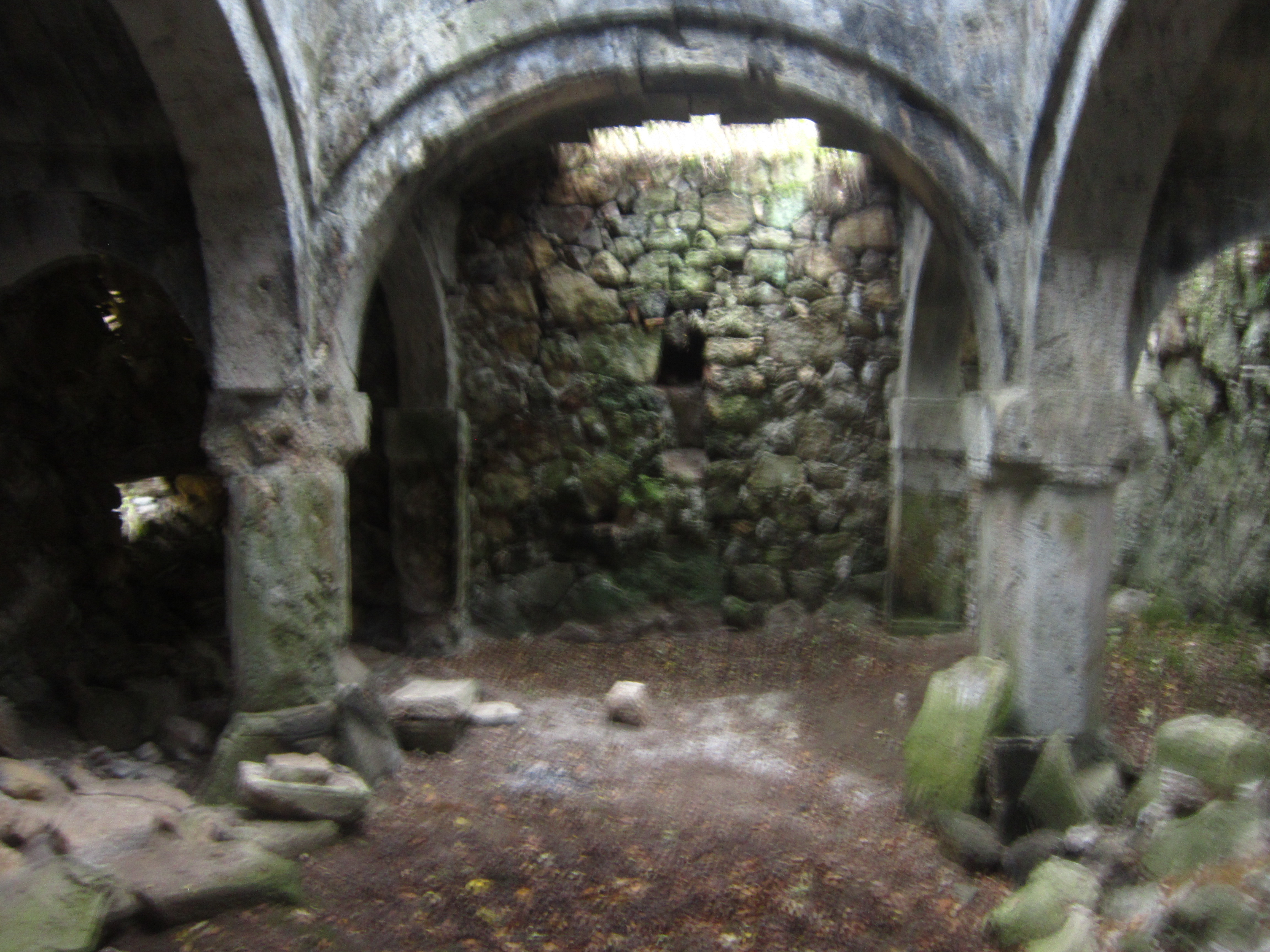
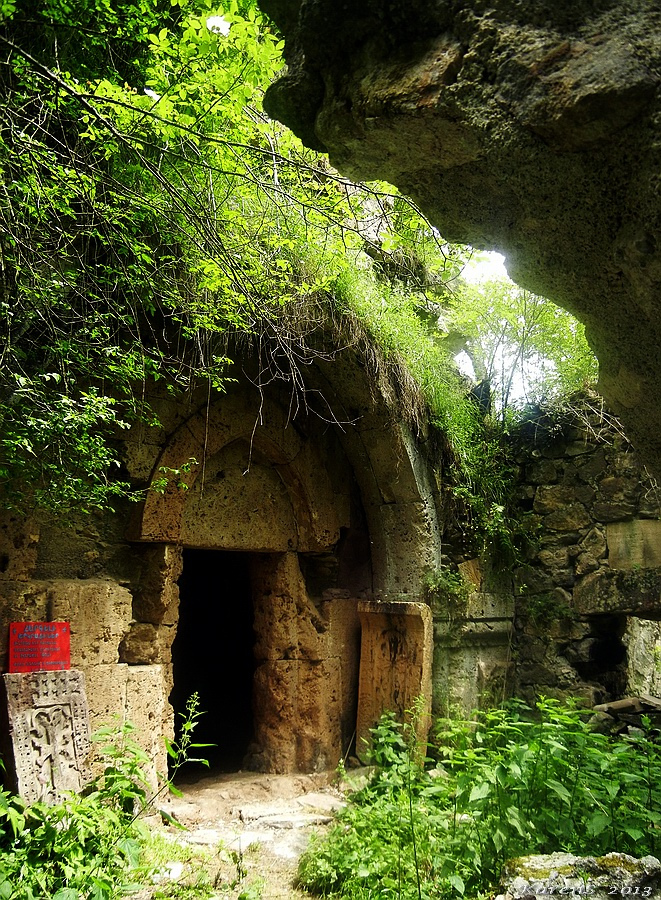
Սուրբ Աստվածածին եկեղեցու մուտք
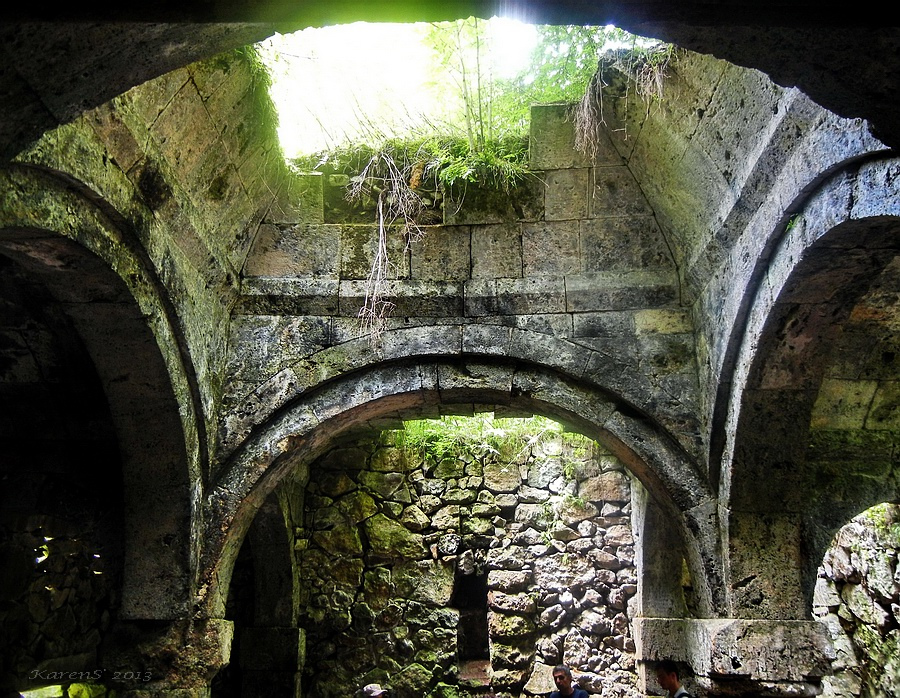
Ժամատան գմբեթը ներսից
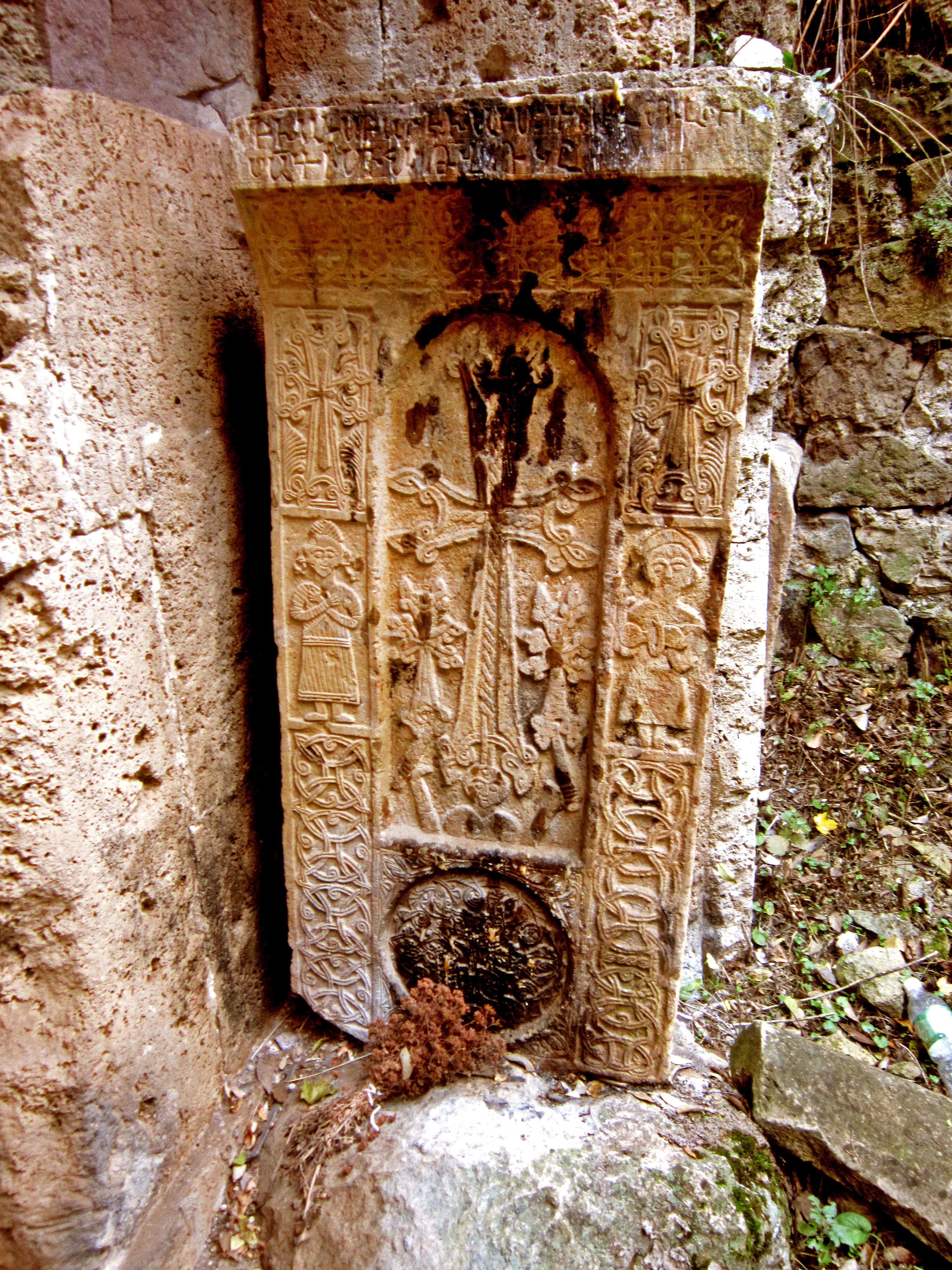
Խաչքար եկեղեցու մուտքի մոտ
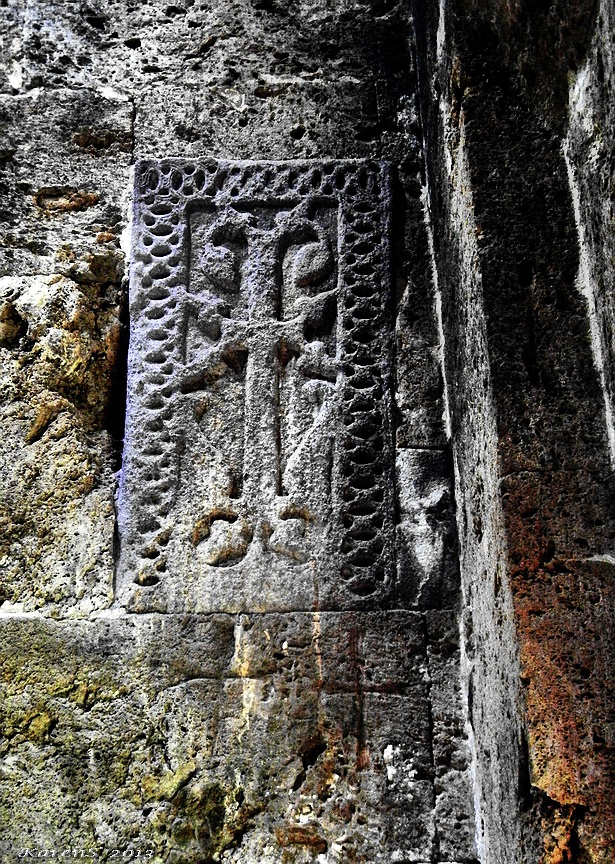
Ագուցված խաչքար եկեղեցում
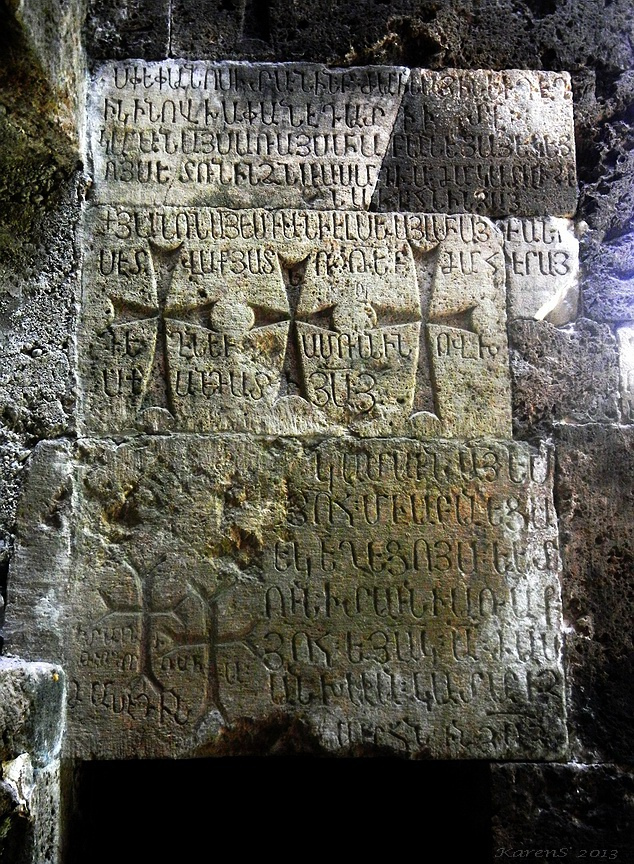
Վիմական արձանագրություն
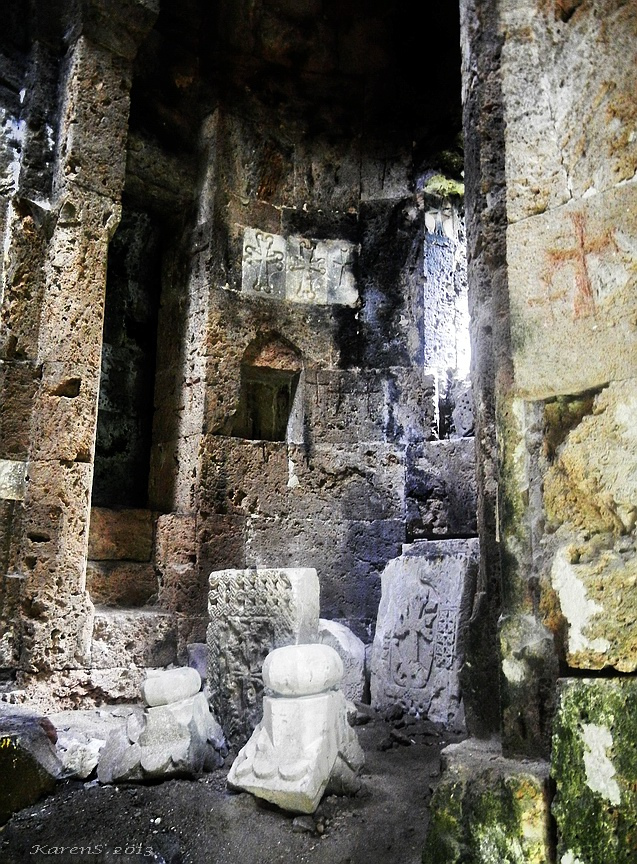
Սուրբ Աստվածածին եկեղեցու ավագ խորանը